# Jonathan Freeman
Jonathan Freeman (født 5. februar 1950 i Ohio, USA) er en amerikansk skuespiller og tegnefilmsdubber. Han er bedst kendt som stemmen bag Jafar i Disneys Aladdin og i Kingdom Hearts-spillene.